# Karbon-ellentételezés
A karbon-ellentételezés olyan eljárás, melynek során magánszemély vagy szervezet – saját kibocsátásainak ellentételezésére – karbonkrediteket vásárol végső felhasználásra. Egy karbonkredittel egy tonna szén-dioxid-egyenértékű üvegházhatású gázt lehet ellentételezni. A kreditek igazolják, hogy az adott mennyiségű szén-dioxid vagy azzal egyenértékű egyéb üvegházhatású gáz nem került kibocsátásra vagy megkötésre került a légkörből. Ellentételezni termékek, szolgáltatások, rendezvények stb. karbonlábnyomát is lehet. Magánszemélyek és szervezetek esetében általában 1 éves időszak kibocsátásait szoktuk ellentételezni.
A kreditek olyan zöld projektekből származnak, amelyek jelenlegi vagy jövőbeli üvegházhatású gáz kibocsátásokat kerülnek el vagy kötnek meg. A karbonkibocsátások elkerülése általában olyan megújuló energiás (szél-, víz-, biomassza- és naperőművek stb.) projektek révén történik, amelyek fosszilis (szén, kőolaj, földgáz) energia felhasználást váltanak ki, de a metánkibocsátások elkerülhetőek például hulladékgazdálkodásitechnológia-váltással vagy a dinitrogén-oxid-kibocsátások a műtrágya használat kiváltásával. A szén-dioxid-kibocsátásokat lehetőség van megkötni is például talajművelésitechnológia-cserét vagy erdőtelepítést megvalósító projektek révén. A karbonkrediteket nemzetközi minősítő szervek hitelesítik.